# Al-Farazdaq
Al-Farazdaq, in arabo الفرزدق‎?, traducibile con "Il pezzo di pagnotta", soprannome di Tammām ibn Ghālib (in arabo ﺗمام بن غالب‎?), la cui kunya era Abū Firās (in arabo ابو فراس‎?) (Najd, 641 – Bassora, 728), è stato un poeta arabo, panegirista e autore satirico.

## Biografia
Beduino appartenente al clan dei Dārim trasferitosi dalla originaria Arabia orientale ai territori iracheni, si rivelò un importante e prezioso testimone del primo secolo dell'Egira.
È stato un rappresentante dei cosiddetti mukhāḍramūn, che agirono nel periodo di transizione tra la cultura beduina della Jāhiliyya e la società musulmana che si stava formando.
Già noto come poeta all'età di quindici anni, a causa sia delle sue tendenze libertine e antireligiose sia per le sue frecciate argute che punzecchiarono vari califfi del ramo omayyade dei Marwanidi, fu protagonista di molte vicissitudini, sia in patria sia a Medina.
Nel 669 fu costretto a scappare da Bassora, a causa delle minacce del Walī di Kufa Ziyad ibn Abihi, e trovò rifugio presso Medina, dove, accolto favorevolmente dall'Emiro Saʿīd ibn al-ʿĀṣ, rimase dieci anni descrivendo la vita delle tribù beduine dei Banū Nahshal e dei Banū Fuqaym. Però a causa di alcuni suoi versi di contenuto amoroso venne cacciato dal califfo Marwān I e quindi rientrò a Bassora grazie ai favori del successore di Ziyād, suo figlio ʿUbayd Allāh.
In tutta la sua vita alternò momenti di disgrazia a quelli di successo e di stima, e queste sue vicende personali si intrecciarono con le lotte politiche intraprese dalla varie correnti attive nel primo secolo dell'Egira.
Grazie alla sua satira sociale e politica, le sue opere assursero, attraverso i secoli, al ruolo di importanti testimonianze, fisse nel tempo, di una società in rapida evoluzione.
L'opera che ha reso immortale la poesia di al-Farazdaq fu il monumentale Dīwān ("Canzoniere"), costituito da circa ottocento composizioni. L'opera può essere considerata la più vasta della letteratura araba, ed è costituita da lamenti, poemi satirici e lodi.
Per quanto riguarda i contenuti e lo stile, l'autore riadattò la tradizionale poesia beduina, la qasīda, alle esigenze mutanti della realtà a lui contemporanea, aggiungendovi l'elemento epigrammatico, talvolta non privo di tematiche oscene e sensuali.
Una delle caratteristiche più rilevanti dell'autore furono la sua ricchezza linguistica e lessicale, oltre che la bellezza dell'intonazione, del ritmo, della durata (isocronia), dell'accento, degli effetti e degli accostamenti rari del linguaggio.